# Buster Brown (rockband)
Buster Brown was een Australische hardrockband uit Melbourne. Hun beroemdste leden waren Angry Anderson (later Rose Tattoo) en Phil Rudd (later AC/DC). Hun geluid was hardrock vermengd met bluesrock invloeden. Hun eerste album Something to Say werd geproduceerd door Lobby Loyde en uitgebracht in 1974. Rudd vertrok om zich aan te sluiten bij een vroege versie van AC/DC, terwijl Anderson doorging met nieuwe bezettingen en uiteindelijk de band ontbond in november 1975. Anderson voegde zich bij Rose Tattoo, met de voormalige Buster Brown bandleden Geordie Leach op basgitaar en Dallas 'Digger' Royall op drums.

## Bezetting
- Angry Anderson (zang, 1973–75)
- Geordie Leach (basgitaar, 1973–75)
- Chris Wilson (keyboards, 1973–1975)
- John Moon (gitaar, 1973–74)
- Phil Rudd (drums, 1973–74)
- Paul Grant (gitaar, 1973–74)
- Ian Ryan (basgitaar, 1973)

- Tony Lunt (drums, 1974)
- Ken Firth (basgitaar, 1975)
- Dennis Millar (gitaar, 1975)
- Billy Miller (gitaar, zang, 1975)
- Dallas Royal (drums, 1975)
- Dave Springfield (gitaar, 1975)
- Trevor Young (drums, 1975)

## Geschiedenis
Buster Brown werd opgericht in Melbourne in 1973 met Gary 'Angry' Anderson op leadzang (ex-Peace Power and Purity), John Moon en Paul Grant op gitaar, Phil Rudd op drums, Ian Ryan op basgitaar (ex-Ash, Chook) en Chris Wilson op keyboards. Ze genoten lokale bekendheid en speelden in januari op het Sunbury Festival van 1974. Later dat jaar bracht Mushroom Records het Various Artists-livealbum Highlights of Sunbury '74 Part 1 uit met de nummers Roll Over Beethoven en Buster Brown. Vroeg in het jaar verving Geordie Leach Ryan op basgitaar. Samen met Coloured Balls, Billy Thorpe, Madder Lake en Chain werden ze in de voorsteden ondersteund door sharpies.
De eerste single van de band, Buster Brown, werd in juli 1974 uitgegeven door Mushroom Records. Veteraan rocker Lobby Loyde (leadgitarist van Coloured Balls) produceerde hun debuutalbum Something to Say, dat ook in december werd uitgebracht, maar tegen het einde van het jaar was de band uit elkaar gegaan en Rudd voegde zich bij een vroege versie van AC/DC. De tweede single Something to Say werd vervolgens uitgebracht in januari 1975. Van april tot juni 1975 werd de bezetting hervat met Anderson, Leach en Wilson met Dennis Millar op gitaar en Trevor Young op drums (ex-Coloured Balls). In juli vormde Anderson een derde versie van de band met Ken Firth op basgitaar (ex-Tully), Billy Miller op gitaar en zang, Dave Springfield op gitaar en drummer Dallas "Digger" Royal (ex-Band of Talabene).
De band ontbond in november 1975, Anderson probeerde aanvankelijk een band te vormen met Loyde. Firth, Miller en Springfield hergroepeerden zich als The Ferrets. In het najaar van 1976 trad Anderson toe tot de in Sydney gevestigde rockband Rose Tattoo, waaronder de voormalige Buster Brown-bandleden Geordie Leach op basgitaar en Dallas 'Digger' Royall op drums. Ze bouwden een solide aanhang op rond de pubs en onder de skinheads op het dance-circuit in de buitenwijken. In 2005 remasterde Aztec Music Something to Say op cd met zes bonusnummers.

## Discografie
- 1974: Something to Say (album)
- 1974: Buster Brown (single)
- 2005: Something to Say (album, herpublicatie met 6 bonus-tracks)